# Innocent XIII
Pour les articles homonymes, voir Innocent.
Michelangelo Conti, né le 13 mai 1655 à Poli (États pontificaux) et décédé le 7 mars 1724 à Rome, est le 244e évêque de Rome, et donc pape de l’Église catholique qu'il gouverne de 1721 à 1724 sous le nom d'Innocent XIII (en latin Innocentius XIII, en italien Innocenzo XIII).

## Biographie
Né dans une famille aristocratique, les Conti, ducs de Poli et de Guadagnolo, descendant de la famille du pape médiéval  Innocent III, Michelangelo Conti fait ses études au Collège romain des Jésuites avant d'entrer dans la Curie romaine. En 1695, il est promu archevêque de Tarse et nonce apostolique à Lucerne puis en 1698 au Portugal (en). En 1706, Clément XI le crée cardinal. Au conclave de 1721, il est élu pape. En mémoire d'Innocent III, l'un de ses ancêtres, il prit le nom d'Innocent XIII.
En 1723, il protesta en vain contre l'invasion par l'empereur Charles VI du duché de Parme et Plaisance, territoires sous suzeraineté pontificale. Il soutint le parti jacobite du  prétendant Jacques François Stuart, auquel il donna huit mille écus pour l'entretien de sa cour à Rome, dans le palais Muti Papazzurri ; le cousin du pape, François Marie Conti, de Sienne, fut gentilhomme de chambre du prétendant. Bien que peu favorable aux Jésuites, il tint bon face aux Français et refusa de révoquer la bulle Unigenitus. En geste de conciliation vis-à-vis du régent de France Philippe II d'Orléans, il accorda la pourpre cardinalice à son influent ministre Guillaume Dubois.

## Souvenir et vénération
- En 2005, à l'occasion des 350 ans (1655-2005) de la naissance d’Innocent XIII, les citoyens de Poli, village natal du pape, demandèrent au Saint-Siège d’introduire la cause de béatification du pape Innocent XIII.

## Succession apostolique
Innocent XIII a ordonné les évêques suivants :
- Évêque Manuel Álvares da Costa (en) (1707)
- Cardinale Bernardo Maria Conti, O.S.B. (1711)
- Évêque Adriano Sermattei (1713)
- Évêque Emanuele Spinelli d’Acquaro, C.R. (1714)
- Évêque Francesco Saverio Fontana (it) (1714)
- Évêque Nunzio Baccari (1718)
- Évêque Imperiale Pedicini (1718)
- Évêque Pietro Antonio Pini (1718)
- Évêque Giovanni Carafa, C.R. (1718)
- Évêque Luigi Maria Macedonio (fi), C.M. (1718)
- Évêque Paolo Stabile, O.M. (1718)
- Évêque Domenico Taglialatela (it) (1718)
- Évêque Gherardo Zandemaria (1719)